# دیوید پرت (روان‌شناس)
دیوید پرت (انگلیسی: David Perrett؛ زادهٔ ۱۱ آوریل ۱۹۵۴) روان‌شناس، و پژوهشگر اهل بریتانیا است.
وی همچنین برندهٔ جوایزی همچون عضو آکادمی بریتانیا شده‌است.